# Bolla delle dot-com

L'indice NASDAQ Composite è salito al suo picco all'inizio dell'anno 2000 e poi ha subito già a partire dalla primavera un forte calo a causa della bolla delle dot-com.

La Bolla delle Dot-com (in inglese Dot-com Bubble) è stata una bolla speculativa sviluppatasi tra il 1997 e il 2000 quando l'indice NASDAQ, il 10 marzo 2000, raggiunse il suo punto massimo a 5132.52 punti nel trading intraday prima di chiudere a 5048.62 punti. 

## Storia
Dalla fine degli anni novanta la capitalizzazione dei mercati dei paesi più industrializzati vide un rapido aumento del valore delle aziende attive nell'ambito di Internet e nei relativi settori. Il periodo fu segnato dalla fondazione (e successivi fallimenti) di un numero elevato di nuove aziende con lo scopo sociale di svolgere attività nel settore legato a Internet e più in generale nel settore informatico e generalmente chiamata Dot-com; erano compagnie scarsamente capitalizzate, di piccole dimensioni (in molti casi con un solo azionista fondatore), molto esposte in un settore fortemente sovrastimato in una condizione fondamentale alla base delle bolle speculative. Una combinazione di rapido incremento dei prezzi delle azioni, la convinzione del mercato che le società in oggetto avrebbero prodotto dei profitti in futuro, speculazione individuale sulle azioni e la presenza di numerosi venture capital crearono un ambiente in cui molti investitori trascurarono i tradizionali parametri di valutazione come il rapporto prezzo-utili in favore della convinzione nel progresso tecnologico. Il collasso della bolla si ebbe tra il 2000 e il 2001. Alcune società, come Pets.com, fallirono completamente, mentre altre persero una larga parte della loro capitalizzazione rimanendo comunque solide e redditizie come Cisco Systems, le cui azioni persero circa l'86%. Altre negli anni successivi sorpassarono il prezzo massimo raggiunto all'apice della bolla delle dot-com come Amazon.com le cui azioni passarono da 107 a 7 dollari ma nel decennio successivo superarono i 950 dollari per azione.

### Nascita del fenomeno
Nei mercati finanziari, una bolla del mercato azionario è un aumento auto-alimentato ovvero un boom dei prezzi delle azioni di una azienda di un determinato settore. Il termine può essere utilizzato con certezza solo a posteriori, quando i prezzi azionari hanno un calo drastico. Una bolla si verifica quando gli speculatori notano il rapido aumento di certi titoli azionari e decidono di comprare in previsione di ulteriori aumenti, anziché ragionare sul reale rapporto tra valore delle azioni e valore dell'azienda (ovvero utili futuri e previsioni di crescita). In genere, molte aziende diventano palesemente sopravvalutate. Quando la bolla "scoppia", i prezzi delle azioni cadono drammaticamente e molte aziende, in conseguenza di ciò, falliscono.
Gli speculatori e le società di investimento videro una crescita inusuale delle società Dot-com che registrarono aumenti a ritmi sostenuti nei loro corsi azionari e quindi gli investitori spostarono velocemente ingenti capitali scegliendo come misura per mitigare il rischio la diversificazione dell'investimento in diverse società del settore, lasciando al mercato la scelta dei progetti vincenti. I bassi tassi di interesse nel biennio 1998-99 contribuirono ad aumentare il capitale di avviamento delle aziende stesse. Una società tipo del tipo Dot-com faceva perno per la propria strategia sulle sinergie di rete, lavorando con leggere perdite sostenibili col fine di creare una quota di mercato, ovvero un mercato. Queste aziende offrivano i loro servizi o prodotti finiti gratis o a prezzi concorrenziali con l'aspettativa di poter costruire un marchio forte, sufficiente a pagare tassi vantaggiosi per i loro servizi più tardi. Il motto get big fast riflette questa strategia.
Secondo la teoria delle Dot-com, la sopravvivenza di una società in questo settore dipendeva dall'espansione della sua base di clienti il più rapidamente possibile, anche se a costo di grandi perdite annuali. Per esempio, Google e Amazon non ebbero alcun profitto nei primi anni. Amazon spendeva per un'espansione della base di clienti e in campagne di marketing per far conoscere l'azienda e Google investì per acquistare hardware più potenti per sostenere il suo motore di ricerca in espansione. La frase "Espandersi o Fallire" fu il motto del periodo. Al culmine del boom, era possibile per una società Dot-com promettente fare un IPO e ottenere una notevole quantità di denaro, anche se non aveva mai fatto un profitto o, in alcuni casi, aveva a malapena coperto i costi iniziali d'avviamento.
I mezzi di informazione americani, comprese pubblicazioni attendibili come Forbes e il WSJ, incoraggiarono a investire in queste società ad alto rischio. Andrew Smith sostenne che la gestione finanziaria delle IPO tendeva ad avvantaggiare le banche e gli investitori iniziali, piuttosto che l'azienda stessa. Questo perché al personale dell'azienda era stato vietato di rivendere le loro quote per un periodo iniziale (lock-in) che durava dai 12 ai 18 mesi e quindi non potevano beneficiare del classico picco di breve durata del prezzo azionario durante i primi giorni di contrattazione. Per contro, i finanzieri e gli altri investitori iniziali avevano, in genere, il diritto di vendere al prezzo di picco e così potevano immediatamente trarre profitto da aumenti dei prezzi a breve termine. Smith sostenne che l'elevata redditività delle IPO a Wall Street fu un fattore significativo nel corso degli eventi della bolla. Nonostante questo, però, alcuni fondatori delle aziende incrementarono i propri patrimoni grazie all'acquisizione delle loro società in una fase iniziale della bolla. Questi primi successi resero la bolla ancora più vivace. Una quantità senza precedenti di investimenti personali si ebbe durante il boom e la stampa riportò il fenomeno di persone che smisero di lavorare per dedicarsi a tempo pieno al trading.

Dal collasso della bolla dot-com all'influenza formativa sociale della rete
In seguito al collasso della bolla dot-com (alla fine dell'influenza formativa commerciale della rete) si creò un clima di sfiducia verso il mondo online, che al contempo però, gettò le basi per costruire nuove idee. Infatti, a seguito di questi anni, cominciò una vera e propria rivoluzione del Web Dinamico, facilitata dalla contemporanea commercializzazione degli smartphone e dalla diffusione della rete mobile.